# 保大軍節度使
鄜坊节度使，又称渭北节度使，後改稱鄜坊軍節度使、保大軍節度使，為唐朝、五代在今陕北中部设立的節度使。
唐、五代方镇名。760年，分邠宁节度使设立渭北鄜坊丹延节度使，治坊州。765年，罢丹州、延州，增加绥州。771年改名鄜坊节度使，治鄜州，下辖鄜州、坊州、丹州、延州、绥州。779年，降为渭北都团练观察使。787年，为渭北节度使，绥州属于夏银节度使。806年，丹州另设防御使。881年三月，为鄜坊军。唐僖宗中和二年（882年）以渭北节度使号为保大军，治鄜州（今陕西省富县）。下辖鄜州、坊州、丹州、延州、翟州（禧州）。883年五月，延州另设保塞军。北宋初废。

## 歷任
渭北鄜坊丹延節度使
- 郭子仪（760年，遥领）
- 段奇（760年—763年）
- 白孝德（763年）
- 王仲昇（763年）
- 杜冕（765年）
- 李光进（765年—769年）
- 臧希让（769年—771年）

鄜坊節度使
- 臧希让（771年—774年）
- 郭子𣉌（774年—779年）
- 李逾（775年，遥领）
- 吴希光（779年）
- 崔宁（779年—781年）
- 李建徽（781年—784年）
- 李晟（784年，遥领）
- 戴休颜（784年）
- 唐朝臣（784年—786年）
- 论惟明（786年—787年）

渭北节度使
- 论惟明（787年）
- 王栖曜（788年—802年）
- 刘公济（802年—804年）
- 裴玢（804年—808年）
- 路恕（808年—811年）
- 元义方（812年—813年）
- 薛伾（813年）
- 裴武（813年）
- 李铦（813年—817年）
- 韩公武（817年—819年）
- 韩璀，改名韩充（820年—822年）
- 王承元（822年）
- 崔从（822年—824年）
- 康艺全（824年—827年）
- 何文哲（827年—830年）
- 丘直方（830年—832年）
- 史孝章（832年—835年）
- 赵儋（835年）
- 萧洪（835年—836年）
- 傅毅（836年）
- 李昌言（839年）
- 李昌元（开成年间）
- 田牟（843年）
- 刘础（843年—846年）
- 李丕（850年）
- 陈君从（851年—852年）
- 李彦佐（852年）
- 侯固（860年—862年）
- 窦璟（866年—869年）
- 李国昌（869年—874年）
- 康传业（乾符年间）
- 李孝昌（？年—881年）

鄜坊軍節度使
- 东方逵（881年—882年）

保大軍節度使
- 东方逵（882年—886年）
- 孙惟晸（886年，未任）
- 李孝德（886年）
- 李思孝（886年—896年）
- 李思敬（896年—899年）
- 李继颜（899年—901年）
- 李茂勋（902年），更名李周彝
- 李继璙（902年）
- 李晖（902年）
- 氏叔琮（903年—904年）
- 刘鄩（904年—905年）
- 康怀贞（906年）
- 王行审（907年）
- 李彥博（907年─909）
- 成及（遙領）
- 朱存節（909年）
- 徐懷玉（909年—912年）
- 高萬金（912年—918年）
- 高萬興（918年—924年）
- 高允韬（924年—925年）
- 李存義（925年—926年）
- 劉仲殷（927年）
- 米君立（927年—930年）
- 孫璋（930年—932年）
- 索自通（932年—933年）
- 鮑君福（遙領）
- 皇甫立（934年—935年）
- 張萬進（935年—937年）
- 安審暉（937年—939年）
- 周密（939年—942年）
- 陸仁章（遙領）
- 符彥卿（942年—943年）
- 丁審琪（943年—944年）
- 郭謹（944年—946年）
- 李殷（945年—946年）
- 焦繼勳（947年，契丹授）
- 張彥超（947年—948年）
- 王饶（948年—950年）
- 楊信（950年—954年）
- 白重贊（954年）
- 李万全（954年—956年）
- 田景咸（956年—958年）
- 武行德（958年—961年）
- 李洪义（961年—966年）
- 杨廷璋（966年—969年）
- 袁彦（969年—972年）
- 赵赞（972年—977年）